# 倉持晴美
倉持 晴美（くらもち はるみ、1937年1月7日 - ）は、日本の英文学者、共立女子大学名誉教授。
東京教育大学英文科卒、1967年東京都立大学大学院人文科学研究科英文学専攻博士課程を満期退学。東京成徳短期大学講師、助教授、教授、1990年共立女子大学教授。2007年定年、名誉教授。18 - 19世紀の英国小説、特に女性作家が専門。夫は英文学者の倉持三郎。

## 著書
- 『十九世紀英国小説 女性と結婚』（荒竹出版） 1986
- 『ジョージ・エリオット入門 考える女性』（光陽社出版） 2002

### 共著
- 『イギリス小説の魅力』（倉持三郎共著、光陽社出版） 2000

## 翻訳
- 『余った女たち』（ジョージ・ギッシング、倉持三郎共訳、ニューカレントインターナショナル） 1988
- 『ネザー・ワールド』（ジョージ・ギッシング、倉持三郎共訳、彩流社） 1992
- 『小説メアリー』（メアリー・ウルストンクラーフト、光陽社出版） 1995
- 『小説女性虐待』（メアリー・ウルストンクラーフト、光陽社出版） 1997
- 『無階級の人々』（ジョージ・ロバート・ギッシング、倉持三郎共訳、光陽社出版） 1998